# مارتوريليس
بلدية مارتوريليس (بالكاتالانية: Martorelles) هي إحدى بلديات مقاطعة برشلونة، والتي تقع في منطقة كاتالونيا، شرق إسبانيا.
يبلغ عدد سكانها 4.893 نسمة وفقاً لإحصائية سنة (2007).